# Лист
Лист је бочни, спљоштени део изданка, углавном зелене боје.  Састоји се од лисне основе, лисне дршке и лисне плоче (лиске). Основна функција листа је одвијање процесâ фотосинтезе, размена гасова са спољашњом средином дисање, транспирација и гутација; а неке додатне, складиштење воде и органских материја, одбрана од хербивора...
Бројност листова на стаблу копнених биљака варира од неколико (нпр. 2 код врсте Welwitschia mirabilis) до неколико стотина хиљада (у случају високог дрвећа скривеносеменица или четинара). Углавном су танки и равне површине, са специфичним хлоренхимским ткивима - оваквом грађом повећавају могућност одигравања фотосинтезе.

## Онтогенетски настанак листова
Лисни замеци се јављају егзогено на врху стабла као нерашчлањене избочине са стране, или попречна задебљања. За разлику од осе изданка која непрестано вршно расте, раст лисних заметака је ограничен, уз ретке изузетке (већ поменута голосеменица Welwitschia mirabilis). Раст листова се у почетку остварује деобама вршног (апикалног лисног) меристема, а касније базалног и интеркаларног меристема.

## Типови листова
Листови код различитих група копнених биљака имају специфичне карактеристике и називе. Тако код маховина налазимо филоиде, код папрати фрондове, код преслица микрофилне листове, код четинара игличасте или љуспасте четине. На једној скривеносеменици може постојати неколико типова (врста) листова:
- котиледони
- примарни (први) листови
- доњи листови
- средњи (прави) листови
- горњи (прицветни) листови
- листови цвета - чашични л., крунични л., прашници и оплодни листићи (карпеле)

## Морфологија (правих) листова скривеносеменица
Прави листови су најчешће изграђени од лисне плоче и лисне дршке. Поред саме базе лисне дршке могу постојати са обе стране лисни залисци, углавном мањи од самог листа, сличног или специфичног облика. Уколико листу недостаје лисна дршка, називамо га седећим. База листа може у облику рукавца више или мање обухватати стабло/изданак.
Лисна плоча је најчешће највећи део листа, различитог је облика (овалног, срцастог, бубрежастог, тракастог, стреластог, ланцетастог), равних до назубљених ивица, цела или подељена у режњеве, изграђена из једног (прости листови) или више одвојених делова (сложени листови). Листови се углавном карактеришу дорзивентралном анатомском грађом, са различитом горњом и доњом страном (бифацијални лист). Унифацијални листови појединих монокотиледоних биљака поседују само једну морфолошку страну листа (нпр. доњу код перунике). Четине четинара се обележавају као еквифацијални листови.
Облик и величина правих листова се могу разликовати и на једној јединци - у случају да се разликују у величини, говоримо о анизофилији, а ако се разликују у облику говоримо о хетерофилији.
Под нерватуром листа подразумева се распоред главних и споредних лисних нерава (односно проводних снопића) на листу. Листови су углавном богати проводним снопићима, због своје улоге у синтези органских материја које се одатле спроводе нервима ка стаблу и остатку биљке. Најчешћи облици нерватуре листа су мрежаста, паралелна, пераста, прстаста и лучна нерватура.

## Распоред листова
Листови су на стаблу распоређени тако да један другом не заклањају светлост и да равномерно оптерећују стабло својом тежином. Распоред листова може бити наизменичан (спиралан) када са једног чвора полази један лист и пршљенаст (цикличан) када са истог чвора полазе два и више листова. Када са чвора полази два листа, један наспрам другог, а са следећег чвора два померена за 90 степени, у питању је наспрамни или декусиран рапоред листова.

## Типична анатомска грађа листа
Анатомски, лист је диференциран на неколико ткива: површинска (епидермис), проводна (ксилем и флоем лисних нерава), фотосинтетска - тзв хлоренхим (палисадно и сунђерасто ткиво), понекад и механичка (склеренхим, коленхим).

### Епидермис
Епидермис је једноћелијски до вишећелијски слој ћелија на површини листа. Представља границу између листа и спољашње средине. Епидермис поседује неколико функција: штити лист од губитка воде испаравањем, регулише размену гасова, излучује неке метаболичке супстанце, у неким случајевима и усваја воду из спољашње средине. Већина листова има такозвану дорзовентралну анатомију - епидермис на горњој површини/страни листа (адаксијална страна) се разликује по грађи и функцији од епидермиса доње (абаксијалне) стране листа. Овакве листове називамо бифацијалним листовима. Унифацијални листови имају само један типа епидермиса, епидермис доње стране, свуда по површини - чешће се срећу код монокотиледоних биљака. Четине називамо еквифацијалним листовима.
Ћелије епидермиса су провидне (услед недостатка хлоропласта), често спљоштене, и углавном неправилног облика. Постоји неколико различитих типова ћелија у епидермису листа - епидермалне ћелије, ћелије затварачице стома, ћелије помоћнице, длаке (трихоме). На површини имају заштитну једнослојну или вишеслојну кутикулу која служи као заштита од претераног испаравања воде са површине листа и претеране инсолације. Углавном је кутикула јаче развијена (дебља) на горњем епидермису. Такође, биљке сушнијих (ариднијих) станишта поседују дебљу кутикулу од биљака влажних и умерено влажних станишта. Кутикулу синтетишу епидермалне ћелије, изграђена је од кутина, воскова, и неких других врста липида, који су слојевито распоређени - кутин представља структурну компоненту кутикуле, на њему се налазе слојеви кутикуларних и епикутикуларних воскова. Кутикула представља и физичку баријеру за напад вируса, патогених бактерија и спора гљива.
На епидермису постоје бројни отвори, поре, кроз које је омогућен промет воде паре и гасова. Ови отвори се називају стоме (једн. стома), оивичени су са две ћелије затварачице, које су код појединих врста окружене са 2-4 ћелије помоћнице. Обично су стоме многобројније на доњој страни листа.
Листови су често покривени длакама - трихомама, творевинама епидермиса које имају заштитну функцију.

### Мезофил
Средишњи део листа. Изграђен је од паренхимских ћелија које садрже хлоропласте, тзв хлоренхима, одговорног за фотосинтезу. Ћелије хлоренхима су живе, примарно задебљалог ћелијског зида и са крупном вакуолом. Код типичних листова биљака нашег поднебља (буква), мезогил је диференциран на палисадно и сунђерасто ткиво. Ћелије палисадног ткива су издужене, управне на површину листа, збијене. Сунђерасто ткиво је растресито, богато интерцелуларима, изграђено од овалних ћелија или ћелија неправилног облика.

### Лисни нерви
Систем (колатералних) проводних снопића, попут цевовода, изграђених од ксилема: дебелозидих лигнификованих ћелија и ћелијских фузија које проводе воду и минералне материје и флоема: танкозидих ћелија које проводе воду и растворене производе фотосинтезе (шећере). Проводни елементи су често окружени механичким ткивом и истакнути у односу на мезофил.
Нерватура листа се формира из стабла, кроз лисну дршку, улази у лист кроз један или више проводних судова и они се у листу гранају у читаву мрежу мањих проводних судова или лисних нерава. Код биљака се разликује неколико типова нерватуре. Најчешћи типови нерватуре су:
Проста нерватура
Узане и мале лиске четинарских врста најчешће имају само један уздужни нерв, па се тако нерватура означава као проста нерватура листа.
Дихотома нерватура
Дихотома нерватура лисне плоче међу данашњим биљкама је ретка.
Мрежаста нерватура
Много је гранатија нерватура код листова са мрежастом нерватуром. Мрежасту нерватуру чини скуп нерава различитог нивоа гранања и може бити пераста или прстаста. Када од основе лисне плоче полази према врху листа један главни нерв са којег се лево и десно под одређеним углом одваја већи број бочних нерава који се са своје стране бочно гранају, таква нерватура назива се пераста.
Паралелна нерватура
Код трава нерви су паралелни па чине паралелну нерватуру листа. Паралелна нерватура је грађена од централног главног нерва, који је јаче развијен, и од већег броја слабије развијених бочних нерава паралелних главном нерву.
Лучна нерватура
Код боквице и ђурђевка на пример, осим главног нерва сви други нерви се пружају лучно и таква нерватура листа се назива лучна. Лучна нерватура има прав, јаче развијен средњи нерв и лучно повијене бочне нерве који прате обод лисне плоче. Између главних нерава постоје многобројне бочне везе - анастомозе.

## Галерија
- Четине молике са само једним нервом - пример просте нерватуре
- Мрежаста нерватура код листа тополе
- Паралелна нерватура код листа кукуруза
- Лучна нерватура код листа ђурђевка